# Гагкаев, Алихан Андреевич
Алиха́н Андре́евич Гагка́ев (25 мая 1917 с. Кадгарон, Терская область — 5 июня 1943, у с. Быковка, Курская область) — советский военный. Участник Великой Отечественной войны. Герой Советского Союза (1965, посмертно). Старший лейтенант.

## Биография
Алихан Андреевич Гагкаев родился 25 мая (12 мая — по старому стилю) 1917 года в селе Кадгарон Владикавказского округа Терской области Российской Республики (ныне село Ардонского района, Республика Северная Осетия-Алания, Российская Федерация) в крестьянской семье. Осетин. Окончил шесть классов школы в родном селе. Восьмилетнее образование завершал в Первом интернациональном детском доме на Красной Пресне в Москве.
Окончив в 1932 году школу, А. А. Гагкаев учился в школе фабрично-заводского ученичества, затем работал на предприятии Московский Метрострой, совмещая работу с учёбой на рабфаке. В 1936 году Алихан Гагкаев поступил в Московский автодорожный институт. По окончании двух курсов института по путёвке ЦК ВЛКСМ он был направлен в 1-е Ленинградское артиллерийское училище имени Красного Октября, которое окончил с отличием досрочно 4 февраля 1940 года. Получив сразу звание лейтенанта, А. А. Гагкаев был направлен в 78-й стрелковый полк 74-й Таманской стрелковой дивизии Одесского военного округа, где был назначен на должность командира артиллерийского взвода. Летом 1940 года Алихан Андреевич участвовал в операции по присоединению Бессарабии и Северной Буковины к СССР. Перед войной часть, в которой служил лейтенант А. А. Гагкаев, дислоцировалась в городе Ананьев Одесской области Украинской ССР.
В боях с немецко-фашистскими захватчиками лейтенант А. А. Гагкаев с первых дней войны в составе 78-го стрелкового полка 74-й стрелковой дивизии 48-го стрелкового корпуса 9-й армии Южного фронта. Боевое крещение принял в боях под Бельцами. Затем участвовал в Тирасполь-Мелитопольской оборонительной операции, отступал с боями к Одессе и Николаеву. Был трижды ранен. Под Николаевом попал в окружение, из которого вышел только в декабре 1941 года. После проверки в лагере НКВД СССР и лечения в госпитале лейтенант А. А. Гагкаев вернулся на фронт. Летом 1942 года он участвовал в тяжёлых оборонительных боях на Дону и Северном Кавказе. Затем был командирован во Владикавказ, где до весны 1943 года занимался военной подготовкой молодых артиллеристов.
Весной 1943 года старший лейтенант А. А. Гагкаев был назначен командиром 5-й батареи 1008-го истребительно-противотанкового полка 1-й танковой армии Воронежского фронта. Перед началом сражения на Курской дуге батарея Алихана Андреевича, состоявшая из 4-х 76-мм орудий, заняла оборону у села Быковка Яковлевского района (ныне Белгородской области). Утром 5 июля 1943 года позиции батареи были атакованы 35-ю немецкими танками и самоходными артиллерийскими установками, поддерживаемыми пехотой и артиллерией. В ходе боя артиллеристы 5-й батареи уничтожили 6 вражеских танков. Когда все орудия батареи были выведены из строя, а её позиции окружены, артиллеристы бросились в рукопашную схватку. Подоспевшее подкрепление отбросило немцев, но Алихан Андреевич был смертельно ранен и скоро скончался. Похоронили его в братской могиле на 624-м километре автострады Москва — Симферополь.
Указом Президиум Верховного Совета СССР от 6 мая 1965 года за образцовое выполнение боевых заданий командования на фронтах борьбы с немецко-фашистскими захватчиками в годы Великой Отечественной войны и проявленные при этом отвагу и геройство старшему лейтенанту Гагкаеву Алихану Андреевичу присвоено звание Героя Советского Союза посмертно.

## Награды
- Медаль «Золотая Звезда» (06.05.1965, посмертно).
- Орден Ленина (06.05.1965, посмертно).

## Память
- Именем Героя Советского Союза А. А. Гагкаева названы улицы в городе Владикавказе и селе Кадгарон Республики Северная Осетия—Алания.
- Имя Героя Советского Союза А. А. Гагкаева носит средняя школа в селе Кадгарон Республики Северная Осетия—Алания.
- Мемориальная доска в честь Героя Советского Союза А. А. Гагкаева установлена в селе Кадгарон на доме, где он родился.
- О подвиге Героя Советского Союза А. А. Гагкаева написана книга «Бессмертная батарея Алихана Гагкаева».
- О Герое Советского Союза А. А. Гагкаеве написана песня (муз. Резвана Цорионти, сл. Музафера Дзасохова).

## Документы
- Обобщённый банк данных «Мемориал». Архивировано 10 мая 2012 года. ЦАМО, ф. 58, оп. 818883, д. 1487. Архивировано 10 июля 2013 года., Информация из списка захоронения 31-519. Архивировано 10 июля 2013 года., Учётная карточка захоронения 31-519. Архивировано 10 июля 2013 года., Схема захоронения 31-519. Архивировано 10 июля 2013 года.